# Otinotoides semilucidus
Otinotoides semilucidus är en insektsart som beskrevs av Walker 1870. Otinotoides semilucidus ingår i släktet Otinotoides och familjen hornstritar. Inga underarter finns listade i Catalogue of Life.